# Christian Corouge
Christian Corouge est un ouvrier des usines français né en 1951 à Cherbourg. Syndicaliste à la CGT, il a travaillé sur les chaînes Peugeot-Sochaux de 1969 à 2011. Entre 1970 et 1973 il participe au groupe Medevedkine de Sochaux. Il parle, dans le film Avec le sang des autres de Bruno Muel du groupe Medvedkine de Sochaux, de la violence du travail à la chaîne, sur le corps. Au début des années 1980, il entame un dialogue avec le sociologue Michel Pialoux, cosigné chez Agone sous le titre Résister à la chaîne.
Avec son expérience de la chaîne et de la lutte mais aussi grâce à son talent d'orateur, Christian Corouge intervient régulièrement dans des colloques, conférences, en particulier sur la sociologie du travail et aussi dans les médias dans le cadre de la promotion du livre, cadre qu'il dépasse par la simple valeur de son témoignage sur à la fois l'expérience d'ouvrier spécialisé qu'il était, mais aussi sur l'histoire de Peugeot, le tout ponctué par son regard sur la lutte des classes aujourd'hui.